# Lucas Poirson
Pas d'image ? Cliquez ici

a Compétitions nationales et continentales officielles uniquement.

b Matchs officiels uniquement.
Dernière mise à jour le 20 mars 2025.
Lucas Poirson, né le 9 décembre 1999, est un joueur français de rugby à XV évoluant au poste d'ailier.

## Carrière

### Formation
Lucas Poirson, celui qui est surnommé « Boulon », débute le rugby à l'âge de quatre ans avec le club amateur de Mazères Cassagne Sport avant de rejoindre le centre de formation du Stade toulousain en 2013. En 2017, il rejoint le centre de formation de la Section paloise à l'âge de 17 ans. En 2019, il quitte le Béarn et suit James Coughlan, alors responsable du centre de formation palois, pour rejoindre Provence Rugby.

### En club
Lucas Poirson fait ses débuts avec le groupe professionnel de Provence Rugby le 6 mars 2020 lors de la 23e journée de Pro D2 face à Colomiers rugby en tant que titulaire à l'aile. Il évolue trois saisons en Provence où il ne dispute que 11 matchs avec l'équipe professionnelle.
En juin 2022, il s'engage avec l'US Montauban, toujours en Pro D2. Il dispute son premier match de la saison le 9 décembre 2022, lors de la 14e journée de Pro D2 face à Oyonnax rugby (défaite 26 à 10). Il quitte le club à la fin de sa première saison.

### En équipe nationale
Lucas Poirson a évolué pour les équipes de France des moins de 17 ans et moins de 18 ans.
En août 2017, il est retenu avec l'équipe de France des moins de 20 ans développement pour participer à un stage en Afrique du Sud. Durant ce stage, il joue avec l'équipe de France des moins de 19 ans.